# Saranac (Nowy Jork)
Saranac – miasto w Stanach Zjednoczonych, w stanie Nowy Jork, w hrabstwie Clinton.